# Jadwiga Marso

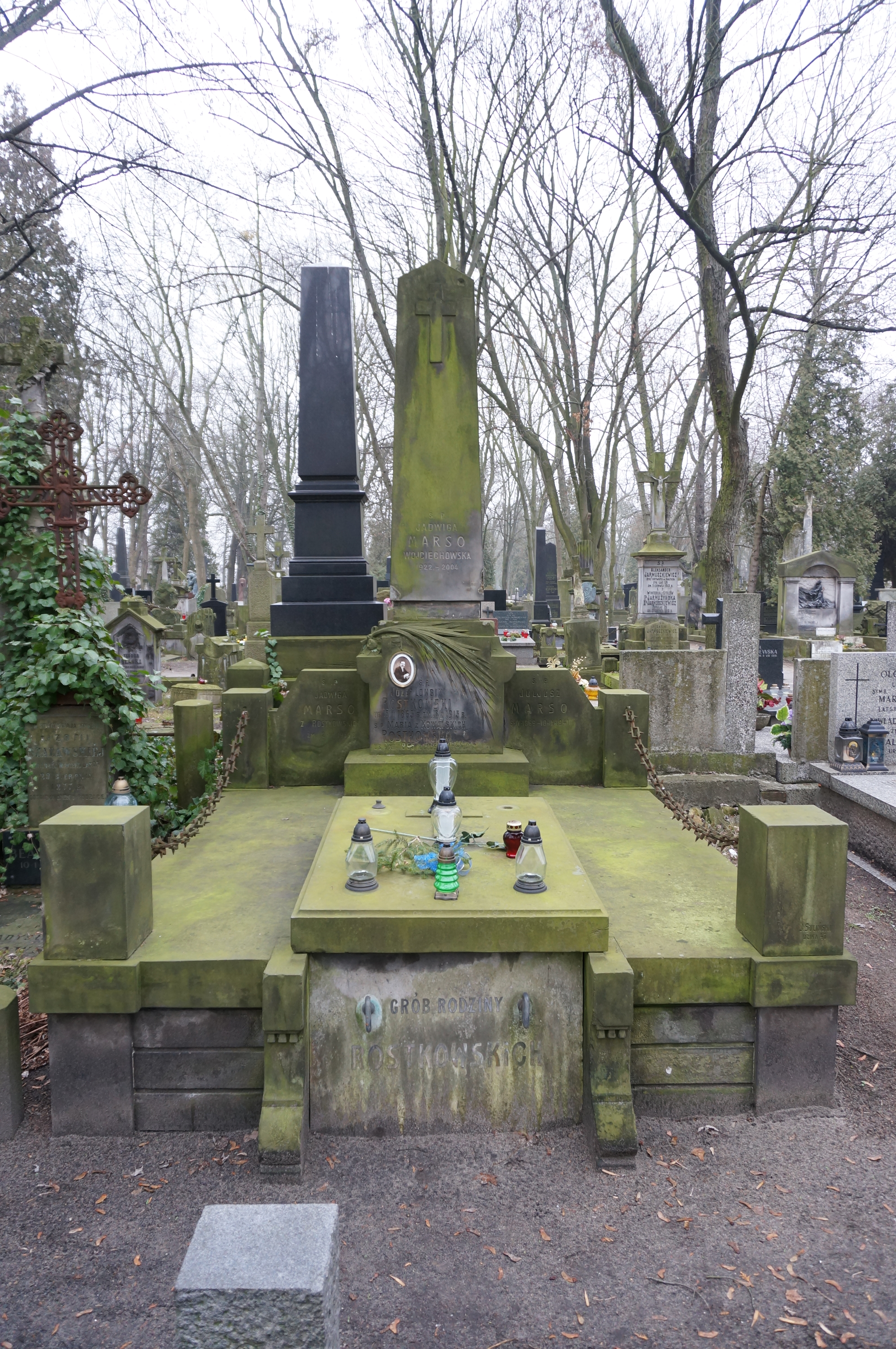
Grób Jadwigi Marso na cmentarzu Powązkowskim

Jadwiga Marso (ur. 28 marca 1922 w Warszawie, zm. 4 marca 2004 tamże) – polska aktorka filmowa i teatralna.

## Życiorys
Studiowała w podziemnym Państwowym Instytucie Sztuki Teatralnej. Brała udział w powstaniu warszawskim. Po upadku powstania została wywieziona w okolice Częstochowy i ukrywała się aż do wyzwolenia. W 1945 zdała egzamin eksternistyczny. Początkowo występowała w częstochowskim teatrze miejskim. Następnie pracowała w łódzkim Teatrze Wojska Polskiego, krakowskich teatrach dramatycznych (Starym Teatrze i Teatrze im. Juliusza Słowackiego) oraz Cricot 2, a także w olsztyńskim Teatrze im. Stefana Jaracza oraz warszawskim Teatrze Ateneum.
Grób Jadwigi Marso znajduje się na cmentarzu Powązkowskim w Warszawie (kwatera 67, rząd 4 miejsce 27 i 28).